# Billy Clarke
William Charles Clarke (Cork, 13 dicembre 1987) è un ex calciatore irlandese, di ruolo attaccante.

## Carriera

### Club
Ha giocato nella prima divisione scozzese e nella seconda divisione inglese.

### Nazionale
Ha giocato nella nazionale irlandese Under-21.